# Jun Dzsangho
Jun Dzsangho (윤장호, 1980. szeptember 21. – 2007. február 27.) a dasami (afganisztáni) műszaki egység egyik őrmestere, aki angoltolmácsként szolgált. Bagramban egy öngyilkos merénylet egyik áldozata lett. A robbantás a katonai tábor egyik bejáratánál történt, ahol a katona két helybelit várt, hogy fogadhassa őket a táborban. Jun Jang-ho a dél-koreai hadsereg első halálos áldozata az afganisztáni háború alatt. Szintén ő az első tengerentúli halottja országa hadseregének a vietnámi háború befejezése óta.
1980. szeptember 21-én született, egy háromgyerekes család legifjabb fiaként. Miután 1994-ben Szöulban befejezte az általános iskolát, tanulmányait az Amerikai Egyesült Államokban folytatta. 2005 májusában az Indiana Universityn gazdasági BsC diplomát kapott. Ezután hazatért, majd csatlakozott a hadsereghez. 2006 szeptemberében küldték ki Afganisztánba. Halála után előléptették. 